# زندگی کن
زندگی کن (به انگلیسی: Live، کره‌ای: 라이브) یک مجموعه تلویزیونی کره جنوبی سال ۲۰۱۸ با بازی جونگ یو می، لی کوانگ سو، به سونگ-وو و به جونگ-اوک است. این مجموعه از ۱۰ مارس تا ۶ مه ۲۰۱۸، روزهای شنبه و یکشنبه ساعت ۲۱:۰۰ (کی‌اس‌تی) از تی‌وی‌ان پخش شد.